# Leibniz-féle jelölés
A matematikában a Leibniz-féle jelölés a dx és dy szimbólumokat jelenti, melyek az x és y infinitezimális, azaz minden határon túl a zérushoz tartó kis változásait jelenti.
Ezt a jelölést a 17. században élt Gottfried Wilhelm Leibniz német filozófusról és matematikusról nevezték el.
{\displaystyle y=f(x)\,,} x szerinti deriváltja Leibniz után:
{\displaystyle \lim _{\Delta x\rightarrow 0}{\frac {\Delta y}{\Delta x}}=\lim _{\Delta x\rightarrow 0}{\frac {f(x+\Delta x)-f(x)}{(x+\Delta x)-x}},}
azaz, y infinitezimális növekménye és az x infinitezimális növekményének a hányadosa, vagy
{\displaystyle y=f(x)\,,}
ahol a jobb oldal a Lagrange-féle jelöléssel az f(x) deriváltja x szerint.
A modern infinitezimális elmélet szempontjából a {\displaystyle \Delta x} az infinitezimális x-növekmény, {\displaystyle \Delta y} pedig ennek megfelelően az y növekménye, és a derivált az infinitezimális arány standard része:
{\displaystyle f'(x)={\rm {st}}{\Bigg (}{\frac {\Delta y}{\Delta x}}{\Bigg )}}.
Majd ha {\displaystyle dx=\Delta x}, {\displaystyle dy=f'(x)dx\,}, így definíció szerint az
{\displaystyle f'(x)\,} a dy és dx aránya.
Hasonlóképpen, matematikusok gyakran így tekintenek egy integrált
{\displaystyle \int f(x)\,dx}
mint egy határértéket
{\displaystyle \lim _{\Delta x\rightarrow 0}\sum _{i}f(x_{i})\,\Delta x,}
ahol Δx egy intervallum, mely xi-t tartalmazza. Leibniz ezt úgy tekintette, mint (az integrál jel utal a szummázásra) végtelen sok infinitezimális f(x) dx mennyiség szummájára.
A modern megfogalmazás szerint korrektebb ezt az integrált úgy tekinteni, mint az ilyen mennyiségek végtelen szummájának a standard részét.

## Történet
Az infinitezimális számítás Newton–Leibniz-féle megközelítését a 17. században vezették be.
Míg Newtonnak nem volt standard jelölése az integrálásra, Leibniz az {\displaystyle \int } szimbólumot kezdte használni. Ennek a karakternek az elnevezését a latin summa (összegzés) szóra alapozta, melyet a Németországban általánosan használt nyújtott s betűvel ſumma alakban írt. A szimbólumot először az Acta Eruditorum 1686-os kiadásában használták nyilvánosan, de Leibniz már legalább 1675 óta alkalmazta azt magánjegyzeteiben. A 19. században néhány matematikus logikailag hibásnak vélte Leibniz koncepcióját (Cauchy, Weierstrass és mások), miközben a Leibniz-féle jelölést továbbra is használták. 1960-ban Edwin Hewitt, Jerzy Łoś, és Abraham Robinson kidolgozott egy szigorú matematikai magyarázatot Leibniz eredeti jelölésére, mely a nemstandard analízisen alapul.

## Leibniz-féle jelölés differenciálásra
A Leibniz-féle jelölés differenciálásra, az f(x) függvényre:
{\displaystyle {\frac {d{\bigl (}f(x){\bigr )}}{dx}}\,.}
Ha van egy változónk, mely egy függvényt jellemez, legyen például
{\displaystyle y=f(x)\,,}
akkor a deriváltja:
{\displaystyle {\frac {dy}{dx}}\,.}
A Lagrange-féle jelöléssel:
{\displaystyle {\frac {d{\bigl (}f(x){\bigr )}}{dx}}=f'(x)\,.}
A Newton-féle jelöléssel:
{\displaystyle {\frac {dx}{dt}}={\dot {x}}\,.}
Magasabb fokú deriváltakra:
{\displaystyle {\frac {d^{n}{\bigl (}f(x){\bigr )}}{dx^{n}}}{\text{ vagy }}{\frac {d^{n}y}{dx^{n}}}}
Ez abból a tényből következik, hogy például, a harmadik derivált:
{\displaystyle {\frac {d\left({\frac {d\left({\frac {d\left(f(x)\right)}{dx}}\right)}{dx}}\right)}{dx}}\,,}
melyet így is írhatunk:
{\displaystyle \left({\frac {d}{dx}}\right)^{3}{\bigl (}f(x){\bigr )}={\frac {d^{3}}{\left(dx\right)^{3}}}{\bigl (}f(x){\bigr )}\,.}
Elhagyva a zárójeleket:
{\displaystyle {\frac {d^{3}}{dx^{3}}}{\bigl (}f(x){\bigr )}\ {\mbox{or}}\ {\frac {d^{3}y}{dx^{3}}}\,.}
A láncszabályt és a részenkénti integrálást könnyű itt kifejezni, mert a "d" kifejezés „eltűnik”:
{\displaystyle {\frac {dy}{dx}}={\frac {dy}{du_{1}}}\cdot {\frac {du_{1}}{du_{2}}}\cdot {\frac {du_{2}}{du_{3}}}\cdots {\frac {du_{n}}{dx}}\,,}
stb…., és:
{\displaystyle \int y\,dx=\int y{\frac {dx}{du}}\,du.}